# Karl Deschmann

Karl Deschmann

Karl Deschmann, slowenisch Karel Dežman, auch bekannt als Dragotin Dežman (* 3. Januar 1821 in Idrija; † 11. März 1889 in Ljubljana), war ein Politiker, Archäologe und Naturwissenschaftler aus Krain. Er war eine der prominentesten Persönlichkeiten der politischen, kulturellen und wissenschaftlichen Entwicklung im Kronland Krain im 19. Jahrhundert. Er gilt als einer der Väter der modernen Archäologie im heutigen Slowenien und war der erste Direktor des Krainischen Landesmuseums (heute Slowenisches Nationalmuseum).

## Werdegang
Karl Deschmann wurde als Sohn des Gerichtsaktuars Klemens Deschmann in Idrija geboren. Im Alter von drei Jahren, nach dem Tod seines Vaters, wurden er und sein Bruder Andreas von seinem Onkel Mihael Dežman, einem wohlhabenden Kaufmann, in Laibach aufgezogen. Der Onkel schickte beide Neffen von 1831 bis 1834 auf das Rudolfinum in Salzburg. Anschließend setzte Karl seine Schulausbildung in Ljubljana fort. Nach dem Abitur immatrikulierte er sich an der Universität Wien, wo er zunächst Medizin studierte, dann aber ins Jurastudium wechselte. Während seines Studiums beschäftigte er sich auch mit Naturwissenschaften, schloss dieses Studium jedoch nicht ab.
1849 kehrte er nach Ljubljana zurück und übernahm die Redaktion der ersten slowenischen politischen Zeitung Slovenija. Im Schuljahr 1851 / 1852 unterrichtete er naturwissenschaftliche Fächer an der dortigen staatlichen Realschule. 1852 wurde Deschmann zum Kurator für Archäologie des Krainer Landesmuseums und gleichzeitig zu dessen Direktor. Diesen Posten hatte er bis zu seinem Tod inne. 1875 startete er die Ausgrabungen im Laibacher Moor, die zur Entdeckung der prähistorischen Pfahlbauten bei Ig (heute UNESCO-Kulturerbe) führten.

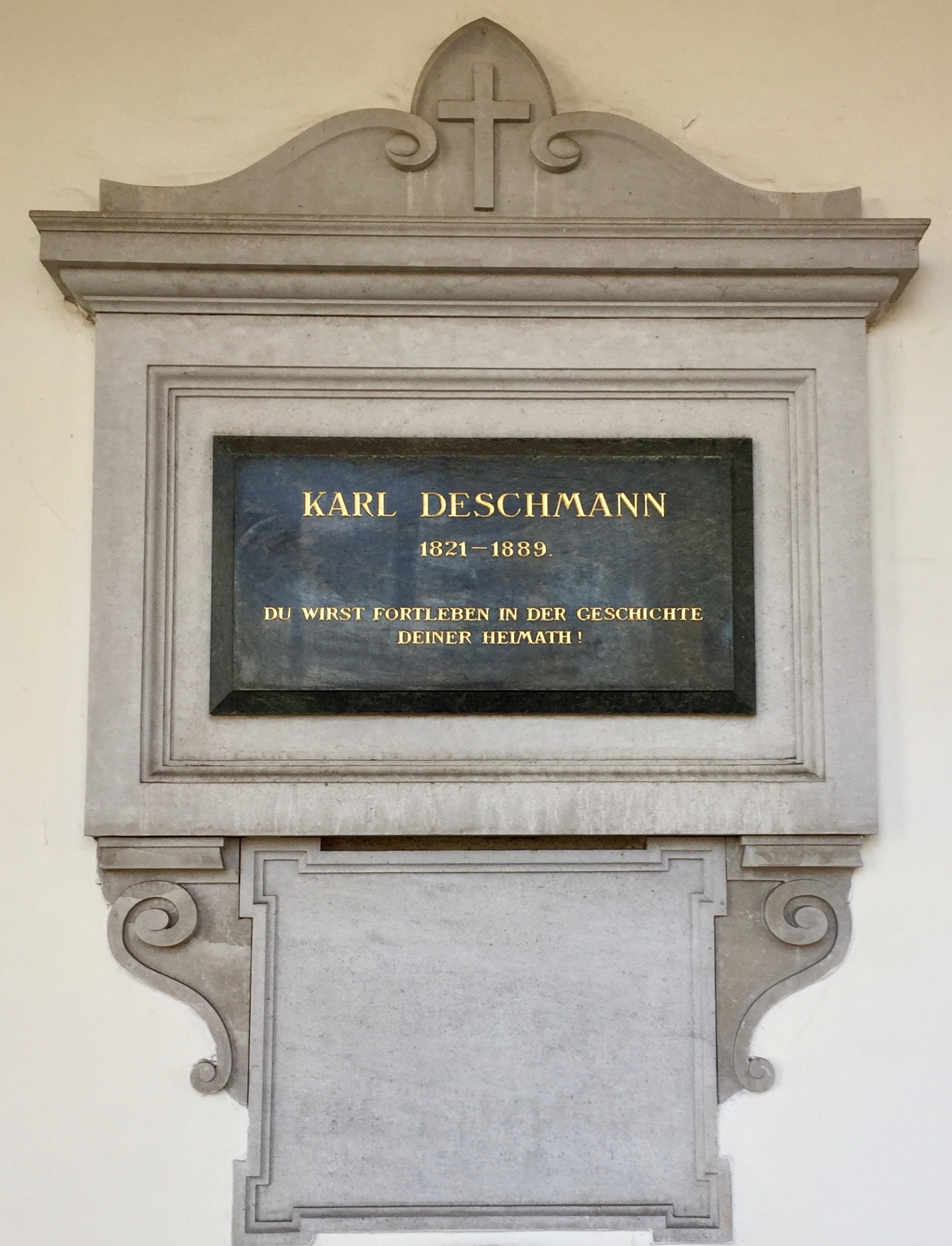
Grabstein von Karl Deschmann im Navje-Gedenkpark in Ljubljana

Deschmann starb 1889 und wurde auf dem St. Christoph-Friedhof in Bežigrad beerdigt.

## Politische Entwicklung
Deschmann wurde während seiner Wiener Studienzeit durch die die Bewegung slawischer Nationalromantiker beeinflusst und wurde Teil der slowenischen radikalen Jugend.
Während der Revolution von 1848 unterstützte er das Programm „Vereintes Slowenien“. In dieser Zeit begann er, den Namen Dragotin zu verwenden.
Mitte der 1850er Jahre entfremdete er sich von der slowenischen Nationalbewegung, enttäuscht vom Konservatismus und Pragmatismus ihrer Führer Janez Bleiweis und von Lovro Toman. Trotzdem wurde er 1861 als slowenisch-nationalistischer Abgeordneter ins österreichische Parlament gewählt. Er trat jedoch nicht der slowenischen Nationalversammlung, sondern den böhmischen Föderalisten bei. Dabei sprach er sich für die friedliche Koexistenz der slowenischen und deutschen Kultur im Kronland Krain aus. 1862 wurde sein Bruch mit der slowenischen Nationalbewegung deutlich, als er eine Broschüre mit dem Titel „Das Deutschtum in Krain“ veröffentlichte, in der er argumentierte, es sei die Pflicht der deutschen Kultur, zu zivilisieren und wirtschaftlich und politisch zu bringen nach Krain vordringen, ohne es zu germanisieren.
Deschmann selbst wandte sich in den späten 1860er und frühen 1870er Jahren antislowenischen Positionen zu, beschuldigte die slowenischen Nationalisten des Panslawismus, widersetzte sich der Gründung einer slowenischsprachigen Universität und der Gleichstellung des Slowenischen in der öffentlichen Verwaltung. Dežmans politische Entwicklung rief heftige Reaktionen in der slowenischen Öffentlichkeit hervor. Die slowenische Presse verwendete seinen Namen als Synonym für nationale Renegaten.
1874 war er Bürgermeister von Ljubljana. 1873 wurde er auf der Liste der zentralliberalen Verfassungspartei Österreichs wieder in das österreichische Parlament gewählt. Nach dem Tod von Graf Anton Alexander von Auersperg wurde Deschmann der Führer der Konstitutionellen Partei in Krain und bemühte sich erfolglos, ihren Niedergang zu verhindern, indem er versuchte, ein Bündnis mit der nationalprogressiven Partei der Jungen Slowenen zu schmieden.
Im Taufregister und auf dem Grabstein wird der Nachname als Deschmann geschrieben; in der ersten Zeit seiner öffentlichen Tätigkeit, als er eifrig die Rechte der Slowenen verteidigte, unterschrieb er Dragotin Dežman, und nach dem Wechsel auf die deutsche Seite verwendete er die Form Deschmann.
Er war Mitglied der Senckenbergischen Naturforschenden Gesellschaft, der Zoologisch-Botanischen Gesellschaft, der Geologischen Reichsanstalt, der k. k. Meteorologischen Gesellschaft, des Naturwissenschaftlichen Vereins für Steiermark und Mitglied und Präsident der Krainer Sektion des Deutschen und Österreichischen Alpenvereins. Er war Mitglied der Sektion des Deutschen Schulvereins. In den Julischen Alpen gab es ein Deschmann-Haus, später Stanice Koca. Er war Begründer und von 1872 bis 1888 Präsident des Vereins Krainer Schulpfennig.

## Ehrungen
- 1873: Orden der Eisernen Krone, Ritterkreuz 3. Klasse
- 1884: Ehrenmitglied der Burschenschaft Carniola Graz
- Ehrenbürger von Gottschee
- Ehrenbürger von Neumarktl
- Ehrenmitglied der Societá Adriatica in Triest